# Huang Ruo
Huang Ruo, cuyo nombre verdadero es Ruo Huang (n. 1976 en Hainan), es un cantante, compositor y pianista chino, actualmente reside en los Estados Unidos.

## Biografía
Nació en la isla de Hainan en la costa sur de China en 1976, Huang aprendió a tocar piano y a componer a la edad de seis años por su padre, un compositor chino muy conocido. Cuando tenía 12 años, fue inscrito en el Conservatorio de Música de Shanghái, donde se le instruyó tanto en la música tradicional china y occidental por Deng Erbo. En 1995, después de ganar el premio Henry Mancini en el Festival Internacional de Cine y Música en Suiza, continuó su educación en los Estados Unidos en el Conservatorio de Música de Oberlin en Ohio y en la Juilliard School en Nueva York, donde estudió composición con Samuel Adler, recibiendo un doctorado.
En 2001, Huang fue uno de los miembros fundadores de la International Contemporary Ensemble, un grupo orquestal de unos 30 músicos, a menudo se llevaba a cabo su obras junto a otros compositores de Europa, América Latina y Asia. En 2005, fundó una empresa de rendimiento, el futuro en reversa (FIRE), especializándose en proyectos multimedia y entre otros géneros.

## Premios
- Primer premio, Concurso Internacional de Composición, Luxemburgo, 2008 con "MO".
- El primer premio, celebrado en Asia! concurso de composición de 2010 con "La Tierra Amarilla".

## Obras seleccionadas
- "Ser...", para saxofón contralto (o clarinete) y viola (1999)
- "Omnipresencia", concierto para violín (2003)
- "Árbol sin viento", (2004)
- "Dejar de Sao", para la cantante folclórica china y orquesta, (2004)
- "Cuatro Fragmentos", para violín amplificado
- "Cuarteto de Cuerdas N º 1", los tres tiempos, (2005)
- "El Viento...", para viola y piano (2007)

## Discografía
- Huang Ruo, "Chamber Concertos Nos 1 to 4", International Contemporary Ensemble, and Mandy Corrado, Naxos CD 8.559322 (2007)
- Huang Ruo, "To The Four Corners", Huang Ruo (Composer), Huang Ruo (Conductor), Future In REverse (F.I.R.E.) (Performer), Stephen Buck (Performer), Min Xiao-Fen (Performer), Naxos CD
- Huang Ruo: Drama Theater Nos. 2-4 / String Quartet No. 1, "The 3 Tenses" (Future In REverse, Huang Ruo), Naxos CD 8.559653
- New Music from Bowling Green, Vol. 5, Jane Rodgers' Roger Schupp (Artist), Huang Ruo (Artist, Composer, Performer), Steven Bryant (Composer), Samuel Adler (Composer), Shulamit Ran (Composer), John Ross (Composer), Michael Daugherty (Composer), Emily Freeman Brown (Conductor), Bowling Green Philharmonia (Orchestra), Roger Schupp (Performer), Jane Rodgers (Performer), Albani CD (2008)
- International Composition Prize Luxembourg 2008, World Premiere Recordings, New Works for Solo-Sheng and Orchestra": Huang Ruo, "MO"; Lan-chee Lam, "Threnody for the Earth"; Kee Yong Chong, "Phoenix calling"; Xiaozhong Yang, "Horsetail Whisk II", Lok-yin Tang, "It is What it is!"; Stephen Yip, "Six Paths". Luxembourg Sinfonietta, Soloist: Wu Wei, Conductor: Marcel Wengler. CD LGNM No 408.